# Møldrup
 For alternative betydninger, se Møldrup (flertydig). (Se også artikler, som begynder med Møldrup)
Møldrup er en by i Midtjylland med 1.280 indbyggere  (2025), beliggende 20 km vest for Hobro, 32 km øst for Skive, 25 km syd for Aars og 21 km nord for Viborg. Byen hører til Viborg Kommune og ligger i Region Midtjylland.

## Sogne og kirker
Den vestlige del af byen hører til Vester Tostrup Sogn, den østlige del til Roum Sogn. Sogneskellet følger stort set Søndergade og Nørregade. Tostrup Kirke ligger i landsbyen Vester Tostrup 2 km vest for Møldrup, og Roum Kirke ligger i landsbyen Roum 3 km sydøst for Møldrup.

## Faciliteter
- Møldrup Skole har 42 ansatte. Eleverne undervises på 0.-9. klassetrin med 1 spor i grundskolen og 2 spor i overbygningen (7.-9. klassetrin).[2]
- I den ene ende af skolebygningen ligger Møldrup Kulturcenter, som har en sal på 190 m², der udlejes af Møldrup Borgerforening og kan rumme 160 personer.
- Møldrup Børnehus er forholdsvis nybygget og består af den tidligere børnehave Regnbuen og vuggestuen, som blev indviet i 2014. Naturbørnehaven Hejlskovgård er en 3-længet gård 3 km øst for byen.[3]
- Møldrup Hallen kan lejes til store fester, men har også mindre festlokaler.
- Møldrup Kro blev i 2018 solgt til en køber, der i første omgang vil udleje kroens værelser til håndværkere mv.[4]
- Pleje- og Omsorgscenter Toftegården rummer 16 plejeboliger, 11 demensboliger, 2 midlertidige pladser samt et døgnbaseret rehabiliteringstilbud til voksne med erhvervet hjerneskade.[5]
- Møldrup har købmand, pizzeria, tankstation, hæveautomat, bibliotek, lægehus, tandlægeklinik og dyreklinik.

## Historie

### Stationsbyen
Møldrup fik jernbanestation på Himmerlandsbanen, der blev anlagt i 1893. Stationen blev anlagt på åben mark i skellet mellem de to sogne og fik navn efter Møldrupgård i nærheden.
I 1901 blev Møldrup beskrevet således: "Møldrup, paa Grænsen af Tostrup og Rovm S., med Jærnbane-, Telegraf- og Telefonst., Mølle, Gæstgiveri og Mejeri."
Efter jernbanestationen kom Møldrup Kro, og der blev bygget andre huse i Jernbanegade. I 1914 fik Møldrup Jyllands første maskinsnedkeri. Under 1. Verdenskrig arbejdede en stor del af byens og omegnens befolkning med at høste og forarbejde planten revling, der var meget udbredt på egnen og blev brugt til fremstilling af koste. Det giver stadig navn til den årlige byfest "Revlingefesten", bl.a med traktortræk.
Persontrafikken mellem Viborg og Aalestrup blev indstillet i 1959, men godstrafikken fortsatte mellem Viborg og Løgstør, og Møldrup var en af de stationer, hvor der stadig kunne ekspederes vognladningsgods indtil midten af 1980'erne. Godstrafikken blev indstillet i 1999, og sporet blev taget op i 2006, så man kunne anlægge cykel- og vandreruten Himmerlandsstien.

### Kommunalreformerne
Møldrup blev hovedby i Tostrup-Roum sognekommune. Den indgik ved kommunalreformen i 1970 i Møldrup Kommune, hvor Møldrup blev kommunesæde. Den indgik ved strukturreformen i 2007 i Viborg Kommune.

### Scanflavour
Fabrikken Scanflavour startede i 1981 i det gamle mejeri. Den fremstillede ingredienser af råvarer fra slagterierne - især proteinpulver, lavet af grisehud. Virksomheden voksede indtil 2015, hvor den havde over 100 ansatte. I de følgende år led den svære tab pga. et stort nyt produktionsanlæg, der aldrig kom til at fungere. I sommeren 2018 blev Scanflavour købt af konkurrenten Essentia, og i januar 2019 blev 33 medarbejdere fyret. Ved udgangen af 2019 blev fabrikken i Møldrup lukket, og omkring en trediedel af de 62 ansatte fik tilbud om job på Essentias fabrik i Hobro.